# Давинио, Катерина
Катерина Давинио (итал. Caterina Davinio; собственно Maria Caterina Invidia, р. 25 ноября 1957, Фоджа, Апулия, Италия) поэтесса, писательница, художница мультимедийного (видео, компьютер, интернет, фотография). Основательница Net-Poetry (Интернет-поэзия), 1998.

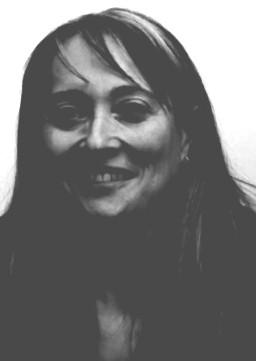
Катерина Давинио, 2007.

## Интернет-поэзия
- 1998 Karenina.it, MAD 2003 Award (Section: «NET_ZINE»), Madrid
- 2001 Parallel Action-Bunker, 47 Биеннале в Венеции (La Biennale di Venezia), Harald Szeemann редактор (Проект: Bunker poetico, установка: Marco Nereo Rotelli)
- 2002 Copia dal vero (Paint from Nature), Флоренция (I) и Аяччо (F) (Rhizome Database, NYC)
- 2002 Global Poetry, UNESCO 2002 (Rhizome Database, NYC)
- 2003 GATES, 50 Biennale di Venezia (Проект: BlogWork the ArtWork is the Network, ASAC)
- 2005 Virtual Island, 51. Биеннале в Венеции (a latere); Проект: Isola della Poesia; установка: Marco Nereo Rotelli, Achille Bonito Oliva редактор.

### Net-poetry
- Parallel Action-Bunker (недоступная ссылка — история, копия) 2001 Biennale di Venezia
- GATES 2003 Biennale di Venezia / ASAC (The ArtWork is the NetWork Project)
- Virtual Island (недоступная ссылка — история, копия) 2005 Biennale di Venezia
- Karenina.it (недоступная ссылка — история, копия) (1998, Biennale di Venezia in 1999, 2001, etc.)
- Karenina.it Review — en